# Tom Tolbert
Byron Thomas Tolbert, detto Tom (Long Beach, 16 ottobre 1965), è un ex cestista statunitense, professionista nella NBA e in Spagna.

## Carriera
È stato selezionato dagli Charlotte Hornets al secondo giro del Draft NBA 1988 (34ª scelta assoluta).

## Statistiche

### College
| Anno      | Squadra             | PG | PT | MP   | TC%  | 3P%  | TL%  | RP  | AP  | PRP | SP  | PP   |
| --------- | ------------------- | -- | -- | ---- | ---- | ---- | ---- | --- | --- | --- | --- | ---- |
| 1983-1984 | UC Irvine Anteaters | 4  | -  | 3,8  | 75,0 | -    | -    | 0,3 | 0,0 | 0,0 | 0,0 | 1,5  |
| 1984-1985 | UC Irvine Anteaters | 4  | 0  | 13,3 | 31,6 | -    | 80,0 | 3,0 | 1,0 | 0,3 | 0,0 | 4,0  |
| 1986-1987 | Arizona Wildcats    | 30 | 21 | 26,8 | 51,1 | 44,4 | 70,5 | 6,2 | 0,9 | 0,4 | 0,3 | 13,9 |
| 1987-1988 | Arizona Wildcats    | 38 | 38 | 27,2 | 54,7 | 50,0 | 81,2 | 5,8 | 0,7 | 0,8 | 0,5 | 14,1 |
| Carriera  | Carriera            | 76 | 59 | 25,1 | 52,6 | 45,0 | 76,7 | 5,5 | 0,8 | 0,6 | 0,4 | 12,8 |

### NBA

#### Regular Season
| Anno      | Squadra           | PG  | PT  | MP   | TC%  | 3P%  | TL%  | RP  | AP  | PRP | SP  | PP  |
| --------- | ----------------- | --- | --- | ---- | ---- | ---- | ---- | --- | --- | --- | --- | --- |
| 1988-1989 | Charlotte Hornets | 14  | 0   | 8,4  | 45,9 | 0,0  | 50,0 | 1,5 | 0,5 | 0,1 | 0,3 | 2,9 |
| 1989-1990 | G.S. Warriors     | 70  | 21  | 19,2 | 49,3 | 27,8 | 72,6 | 5,2 | 0,8 | 0,3 | 0,4 | 8,8 |
| 1990-1991 | G.S. Warriors     | 62  | 32  | 22,1 | 42,3 | 33,3 | 73,8 | 4,4 | 1,2 | 0,6 | 0,6 | 8,1 |
| 1991-1992 | G.S. Warriors     | 35  | 0   | 8,9  | 38,4 | 25,0 | 55,0 | 1,6 | 0,6 | 0,3 | 0,2 | 2,6 |
| 1992-1993 | Orlando Magic     | 72  | 61  | 25,5 | 49,8 | 32,1 | 72,6 | 5,7 | 1,3 | 0,5 | 0,3 | 8,1 |
| 1993-1994 | L.A. Clippers     | 49  | 6   | 13,1 | 41,8 | 37,5 | 73,3 | 2,2 | 0,6 | 0,3 | 0,3 | 3,8 |
| 1994-1995 | Charlotte Hornets | 10  | 0   | 5,7  | 33,3 | 0,0  | 100  | 1,7 | 0,2 | 0,0 | 0,0 | 1,4 |
| Carriera  | Carriera          | 312 | 120 | 18,2 | 46,0 | 29,6 | 71,6 | 4,0 | 0,9 | 0,4 | 0,3 | 6,5 |

#### Playoffs
| Anno     | Squadra       | PG | PT | MP   | TC%  | 3P%  | TL%  | RP  | AP  | PRP | SP  | PP  |
| -------- | ------------- | -- | -- | ---- | ---- | ---- | ---- | --- | --- | --- | --- | --- |
| 1991     | G.S. Warriors | 9  | 0  | 12,9 | 42,4 | 33,3 | 27,3 | 2,0 | 0,9 | 0,3 | 0,4 | 3,6 |
| Carriera | Carriera      | 9  | 0  | 12,9 | 42,4 | 33,3 | 27,3 | 2,0 | 0,9 | 0,3 | 0,4 | 3,6 |